# レキシントン・スティール
レキシントン・スティール Lexington Steele（出生名クリフトン・トッド・ブリット Clifton Todd Britt、ニュージャージー州出身、1969年11月28日 - ）は、アメリカ合衆国のポルノ男優、ポルノ映画監督、製作会社マーシナリー・モーション・ピクチャーズのオーナー。2009年1月時点でAVN年間最優秀男優賞を3回獲得した唯一の男優であった。

## 生い立ち
モリスタウン高校卒業後、2年間ジョージア州アトランタのモアハウス大学に通ったが、シラキューズ大学の人文/科学学科で歴史学とアフリカ系アメリカ人研究の2つの学位を取得して1993年に卒業した。彼はオメガ・プサイ・ファイ・フラタニティのメンバーである。
卒業後、ニューヨーク・ワールドトレードセンター内のユーロ・ブローカーズ社で株式仲買人の研修生として働き始め、順調に出世していった。卒業の数ヶ月前に財政顧問の資格を取得し、ウォール街で働いていた。スティールは株式仲買人の職を続けていたとしたら、アメリカ同時多発テロ事件の際には建物内にいて犠牲者になっていただろうと語っている。副業でモデルとして働き、テレビにも端役で出演した。

## ポルノ映画界

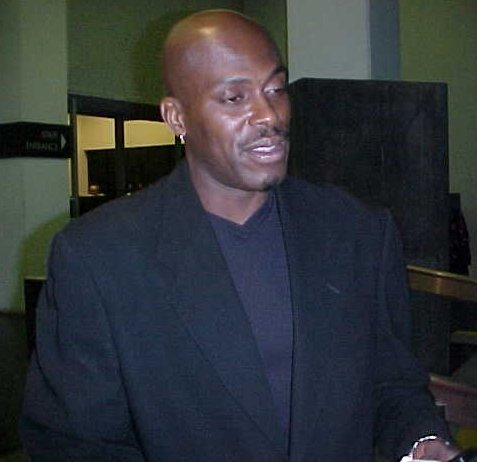
2000年のレキシントン・スティール

彼は1997年後半からニューヨークでポルノ映画出演を始めた。その後ロサンゼルスに転居し、1998年3月からポルノの仕事に専念した。
最初は主にウェストコースト・プロダクションやスパンキー監督と仕事をした。後にはアナボリック・ビデオ社やディアボリック・ビデオ社製作のビデオに出演している。また2004年の初めには短期間レッド・ライト・ディストリクト・ビデオ社の作品に参加した。
スティールは2009年現在、カリフォルニア州エンシーノに拠点を置く彼自身の製作会社マーシナリー・モーション・ピクチャーズの作品専門に監督・出演している。彼は同社を2003年に設立し、2005年からは会長兼CEOを務めている。同社は2005年に260万ドルの純益をあげたと公表した。彼は自分の会社がニューヨーク証券取引所で取引される最初のアダルトエンターテインメント企業になると信じている。
スティールは2000年、2002年、2003年にAVN年間最優秀男優賞を獲得し、同賞を3回獲得した（2009年現在）ただ一人の男優となった。2001年にはXRCOの年間最優秀男優賞も獲得している。彼は異人種間ポルノを専門としており、白人、アジア人、ラテンアメリカ人のモデルとの性行為を公開するための多くのウェブサイトを所有している。
スティールによれば、これまでに体験した最高のセックスはニナ・ハートレーとのものであった。また彼は『Gang Bang Auditions 4』(1999年) で共演したシナ・バンズというアフリカ系アメリカ人の女優とシルヴィア・セイントを高く評価している。男優についてはロッコ・シフレディが頭一つ抜きん出た存在であるとし、アフリカ系アメリカ人男優の道を切り開いた先達としてショーン・マイケルズに感謝している。
彼は11インチ（約28cm）の陰茎を持つと信じられている。17歳の時の初体験の相手は6歳年上の女性で、既に彼と同じくらいのサイズの陰茎を見た経験があったらしく、とりたてて感銘を受けた様子がなかったため、その後多くの女性と経験するまで彼は自分が他人より巨大な陰茎を所有している事に気が付かなかった。
スティールによれば株式仲買人だった頃、得意先を訪問するために地下鉄に乗っていた時に現在の芸名が閃いた。その当時彼はポルノ映画界に出入りしており、名字の「スティール」はすでに決めていた。彼の得意先はミッドタウンにあり、地下鉄から降りてマディソン・アベニューとレキシントン・アベニューの角に出た時（実際にはマディソン・アベニューとレキシントン・アベニューはいっさい交差しておらず、パーク・アベニューをはさんで平行に走っている）、スティールは「レキシントン」という響きに打たれ、名前とすることにした。

## 私生活
スティールはプライベートで女優のキャリー・コックスやニキータ・デニスと交際していた。彼はかつてキャリー・コックスの息子の父親であるとの虚偽の噂をたてられた。一時期スティールはポルノ女優で監督のヴァネッサ・ブルーと婚約しており、2人はPLAYBOYテレビの番組『Lex in the City』に一緒に出演し、映画でも共演していたが、2006年6月に別れている。その後、サバンナ・スタイルズと再婚。

## 信仰
スティールは自分が敬虔なバプテスト信者であると語り、さらに続けた。
| 「 | はい、私は信心深いバプテストのクリスチャンです。私はコスビー・ショーのようなライフスタイルの中で育ちました。ポルノにおいて私はオナンのような生殖を伴わない性交を繰り返し犯しています。私は結婚していないので生計のために性交しています。私はセックスによって稼いでいます。これは何を意味しますか? 私は言葉として定義すれば売春をしています。だから私は毎日神の事を思わなければなりません。私は意識的にそうしています。 ポルノ界に入るという決意により、否応なく宗教を内部に持ち込むことになりました。私は常に神と共にあるので、仕事を通した神と私の関係はより強固になっています。そうしなければ私は失敗します。私は神が私にポルノを製作するために異常に大きなペニスを授けたとは思っていません。しかし私は祝福を受けていると感じます。私は残りの生涯を共に歩む1人の女性を喜ばせるために授けられたと思っています。実際は私はまだそのような彼女に会っていません。 | 」 |

2008年のインタビューでは次のようにも言っている。
| 「 | 私のように宗教的な人間、我々は自身の中に精神性を求めます。私はいかなる制度においても神と私の個人的関係に関してヒエラルキーは存在しないと考えます。私はエンターテインメントを提供する事を許された肉体的特質に恵まれました。私があらゆるものと反目していないように、私がしている事は違法ではありません。私は結婚していないので、不倫を行なってはいません。私が姦淫で罰を受けたとしても、私は今日の地球上にいる何億もの人々とそれほど変わりはありません。 | 」 |

## 政治活動
アフリカ系アメリカ人について研究をする内に、彼は特にアメリカの政治とアフリカ系アメリカ人の権利について認識を高めた。彼の研究の主要な関心は、マーティン・ルーサー・キングと彼の理想の実現であった。彼は大統領選においてバラク・オバマ支持を表明した。彼自身がそうしてきたように、オバマが多くの他のアフリカ系アメリカ人の道を切り開くと信じている。2008年の民主党候補者選出でヒラリー・クリントン支持を表明したアンバー・リンに続き、スティールは公的に支持を表した2人目のポルノ俳優となった。

## 一般への露出
2007年にショウタイムのテレビ番組『Weeds 〜ママの秘密』の2つのエピソードに出演した。カーステン・プライス、ジェシカ・ジェイムズと共に映画撮影の場面で彼自身を演じた。またFXネットワークの『NIP/TUCK マイアミ整形外科医』にもパーティーのエスコート役で出演した。

## 受賞

### 男優として
- 2000年 AVNアワード Male Performer of the Year[9]
- 2000年 AVNアワード Best Anal Sex Scene（ビデオ） - 『Whack Attack 6』(アナスタシア・ブルー（スペイン語版）と)[9]
- 2001年 AVNアワード Best Couples Sex Scene（ビデオ） - 『West Side』(イナリ・ヴァックスと)[10]
- 2001年 XRCO賞 Male Performer of the Year[11]
- 2001年 XRCOアワード Best Threeway Sex Scene - 『Up your Ass 18』(オーロラ・スノー（英語版）、ミスター・マーカスと)[11]
- 2002年 AVNアワード Male Performer of the Year[12]
- 2003年 AVNアワード Male Performer of the Year[13]
- 2003年 AVNアワード Best Anal Sex Scene（ビデオ） - 『Babes In Pornland: Interracial Babes』(ジュエル・デ・ナイルと)[13]
- 2003年 AVNアワード Best Couples Sex Scene（ビデオ） - 『Lex the Impaler 2』(アレクサ・レイと)[13]
- 2004年 FOXEアワード Male Fan Favorite[14]
- 2004年 XRCO賞 Best Couple Sex Scene - 『XXX』(カツニと)[15]
- 2005年 AVNアワード Best Anal Sex Scene（ビデオ） - 『Lex Steele XXX 3』(カツニと)[16]
- 2005年 FOXEアワード Male Fan Favorite[17]
- 2015年 AVNアワード Best POV Sex Scene - 『Lex’s Point of View』(フェニックス・マリーと)[18]
- 2017年 AVNアワード Best Group Sex Scene - 『Orgy Masters 8』(ジョジョ・キス（スペイン語版）、カトリーナ・ジェイド（スペイン語版）、キャシー・カルバート（英語版）、ゴールディ・ラッシュ（スペイン語版）、ケイシャ・グレイ、プリンス・ヤシュア（英語版）、リコ・ストロングと)[19]

### 監督・プロデューサーとして
- 2005年 AVNアワード Best Ethnic-Themed Series - 『Black Reign』[18]
- 2006年 AVNアワード Best Ethnic-Themed Series - 『Black Reign』[20]
- 2006年 AVNアワード Best Interracial Release - 『Lex Steele XXX 5』[20]
- 2008年 AVNアワード Best Ethnic-Themed Series, Black - 『Black Reign』[21]

### 殿堂
- 2008年 アーバンXアワード殿堂顕彰[22]
- 2009年 AVN殿堂顕彰[23]
- 2009年 XRCO殿堂顕彰[24]